# Denis Lebreton
Denis Lebreton est un homme politique français né le 17 août 1731 à Montfort-l'Amaury (Yvelines) et décédé le 16 mars 1814 au même lieu.
Président du tribunal de district, il est élu député de Seine-et-Oise le 2 septembre 1791. Il démissionne dès le 11 octobre 1791.

## Sources
- « Denis Lebreton », dans Adolphe Robert et Gaston Cougny, Dictionnaire des parlementaires français, Edgar Bourloton, 1889-1891 [détail de l’édition]